# District de Saint-Florent-le-Vieil
Le district de Saint-Florent-le-Vieil est une ancienne division territoriale française du département de Maine-et-Loire de 1790 à 1795, nommé initialement Mayenne-et-Loire en 1790 et 1791.
Il était composé des cantons de Saint-Florent-le-Vieil, Beaupreau, Champtoceaux, Grand-Montrevault, La Pommeray et Sainte-Christine.

## Les autres districts de Maine-et-Loire
- District d'Angers
- District de Baugé
- District de Châteauneuf
- District de Cholet
- District de Saumur
- District de Segré
- District de Vihiers